# Övre Naktetjärnen
Övre Naktetjärnen är en sjö i Älvsbyns kommun i Norrbotten och ingår i Piteälvens huvudavrinningsområde. Övre Naktetjärnen ligger i Nakteberget Natura 2000-område. Sjöns area är 0,03 kvadratkilometer och den befinner sig 497 meter över havet.